# ماونت کارمل، شهرستان واشینگتن، ایندیانا
ماونت کارمل (به انگلیسی: Mount Carmel) یک منطقهٔ مسکونی در ایالات متحده آمریکا است که در Brown Township واقع شده‌است. ماونت کارمل ۲۱۷٫۰۲ متر بالاتر از سطح دریا واقع شده‌است.